# James Carver
Pour les articles homonymes, voir Carver.
James Carver, né le 15 août 1969 à Farnborough, est un homme politique britannique, ancien membre de l'UKIP. Il est député européen de 2014 à 2019.

## Biographie
Le 22 mai 2014, il est élu député européen britannique sous les couleurs du Parti pour l'indépendance du Royaume-Uni. En mai 2018, il prend ses distances avec ce parti et n'est pas réélu en 2019.

## Résultats électoraux

### Chambre des communes
| Élection          | Circonscription       | Parti | Parti | Voix  | %    | Résultats |
| ----------------- | --------------------- | ----- | ----- | ----- | ---- | --------- |
| Générales de 1997 | Orpington             |       | UKIP  | 526   | 0,9  | Échec     |
| Générales de 2001 | Cheltenham            |       | UKIP  | 482   | 1,2  | Échec     |
| Générales de 2005 | Preseli Pembrokeshire |       | UKIP  | 498   | 1,3  | Échec     |
| Générales de 2015 | Stourbridge           |       | UKIP  | 7 774 | 16,9 | Échec     |

### Parlement européen
| Élection            | Circonscription | Parti | Parti | Voix    | %    | Résultats |
| ------------------- | --------------- | ----- | ----- | ------- | ---- | --------- |
| Européennes de 1999 | Londres         |       | UKIP  | 61 741  | 5,4  | Échec     |
| Européennes de 2014 | West Midlands   |       | UKIP  | 428 010 | 31,5 | Élu       |